# Logi
Logi is de heerser van het vuur uit de Noordse mythologie. Hij is de zoon van Fornjótr, de vorstreus en hij heeft twee broers: Kari, de heerser van de wind en Hler (Aegir), de heerser van de zee. Samen met zijn broers vertolkt hij drie van de vier natuurkrachten.
In de opera Das Rheingold uit Der Ring des Nibelungen van Richard Wagner heet hij Loge. Wotan gelooft niet wat Loge zegt en zegt dat hij beter Lüge - Leugen - had kunnen heten. Met de god Loki van de leugen heeft Logi echter niets te maken. 